# Bronllys Castle
Bronllys Castle er en motte and bailey-fæstning syd for Bronllys, mod Talgarth i Powys, Wales. Den oprindelige borg, der var opført i tømmer, blev grundlagt i år 100 eller kort efter af Richard Fitz Pons, ejeren af det nærliggende Herefordshire baroni Clifford, der støttede Bernard of Neufmarché. Hans søn, Walter de Clifford, genopførte borgen i sten.
Under glyndwroprøret forbedrede Owain Glyndwrs tropper forsvarsværkerne, men efterfølgende blev fæstningen ikke brugt militært igen.
Det drives i dag af Cadw.